# Lionel Hutz
Lionel Hutz (spelad av Phil Hartman) är en rollfigur i den animerade tv-serien Simpsons och är ofta familjen Simpsons advokat i de första säsongerna. Han är mycket inkompetent och har flera gånger hamnat på fel sida av lagen. När sedan Hutz togs bort ur serien så tog Gil Gunderson över som familjen Simpsons advokat.  Lionel Hutz designades av Mark Kirkland, den första versionen fick kritik för att det gav honom ett elakt utseende så han lade till en blå kavaj.

## Biografi
Lionel Hutz jobbar på "I Can't Believe It's A Law Firm!" som ligger på Springfield Mall, där han även jobbar som skomakare. I första avsnittet gick firman under namnet "The Law Offices of Lionel Hutz" och hade då en sekreterare, Della. Han har även haft en telefonkiosk som sitt kontor. Han hävdar sig ha utbildning från Harvard, Yale, MIT, Oxford, Sorbonne och École du Louvre (Louvren). Lionel har jobbat en kort period som lärarvikarie på Springfield Elementary School.
Lionel har även provat att sälja fastigheter på "Red Blazer Realty",och varit barnvakt i 32 timmar för 8 dollar, och bytte då tillfälligt namn till "Miguel Sanchez" och senare till "Dr. Nguyen Van Phuoc". Har kört på Roy Snyders son vid upprepade tillfällen, något som han själv beskriver som en gång med Roys hund. Lionel har problem med alkohol, och har en gång lämnat rättssalen efter druckit en flaska  bourbon för att rådfråga sin sponsor, David Crosby.
Lionel Hutz har även varit gift med Selma Bouvier,  och har företrätt klienter som inte fick medverka i Linje Lusta, men medverkade själv i pjäsen som "Mitz". I den fiktiva Simpsons-världen erbjuder han klienterna en pizza om han inte vinner inom 30 minuter.
På grund av mordet på Phil Hartman år 1998, blev hans karaktärer strukna från TV-serien. Den sista gången som Lionel Hutz har en replik är i säsong 9, Realty Bites. Efter det har Lionel endast flimrat förbi i bakgrunden utan repliker och i Simpsons Comics.